# Projektlebenszyklus
Projektlebenszyklus ist ein Begriff, den man hauptsächlich im Bereich des Projektmanagements findet. Um große Projekt- und Arbeitsumfänge in übersichtliche Phasen oder Arbeitspakete zu unterteilen, zählt er, neben dem Projektstrukturplan (PSP) zu den wichtigsten und am häufigsten eingesetzten Verfahren in diesem Gebiet der Betriebswirtschaft.

## Der Projektlebenszyklus
Während der Projektstrukturplan eine hierarchische Unterteilung in kontrollierbare Elemente darstellt, wird beim Projektlebenszyklus der gesamte Arbeitsaufwand in einzelne, aufeinanderfolgende Projektphasen aufgeteilt. Von der Vorbereitung, bis hin zum endgültigen Projektabschluss, bezeichnet der Projektlebenszyklus die Gesamtheit aller Phasen eines Projekts. Häufig wird auch vom „Projektlebensweg“ gesprochen, da jedes Projekt in seinem Lebenszyklus einmalig ist und in exakt derselben Ausführung kein zweites Mal zu finden sein wird. Auch wenn jedes Projekt in seiner Gesamtheit einzigartig ist, gibt es dennoch bestimmte Phasen, die jedes Projekt durchläuft, oder zumindest durchlaufen sollte. Bei der Frage um wie viele Projektphasen es sich hierbei genau handelt, sind sich die Projektmanager nicht immer ganz einig, da dies teilweise vom jeweiligen Projekt, sowie von der spezifischen Branche, in welcher das Projekt ausgeführt wird, abhängt.
Üblicherweise geht man jedoch von insgesamt vier Projektabschnitten aus:
1. Definitionsphase
2. Planungsphase
3. Realisierungsphase
4. Abschlussphase.

Diese Phasen werden im Laufe eines Projekts von dem zusammengestellten Projektteam nacheinander abgearbeitet. In der Praxis kommt es allerdings manchmal auch zum sogenannten Fast Tracking, bei dem eine Phase begonnen wird noch bevor die vorherige abgeschlossen wurde. Diese effektive Vorgehensweise wird häufig in der Produktentwicklung verwendet. Dort arbeitet die Konkurrenz häufig zeitgleich an ähnlichen Produkten, sodass es für Unternehmen besonders wichtig ist, ihre Projekte möglichst schnell abzuschließen, um den Vorteil des first mover advantage nicht zu verlieren. Im Bereich des Projektmanagements ist neben dem Projektlebenszyklus, für Projektmanager außerdem der sogenannte Produktlebenszyklus relevant, wobei diese zwei Lebenszyklen jedoch in keinem Fall miteinander zu verwechseln sind. Im Allgemeinen bestimmt der Projektlebenszyklus folgende Dinge:
- Welche Liefergegenstände, aus den einzelnen Projektphasen heraus, wann erstellt werden sollen und auf welche Kriterien bei ihrer Qualitätskontrolle und Überprüfung gelten sollen
- Welche Arbeitsprozesse in welchen Arbeitspaketen oder Projektphasen übernommen werden müssen
- Welche Mitglieder des Projektteams welchen Aufgaben zugeteilt werden
- Die Steuerung und Genehmigung der einzelnen Projektphasen[1]

Ob ein Unternehmen seinen „persönlichen“ Projektlebenszyklus standardisiert und somit die einzelnen Arbeitsschritte detailliert vorgibt, oder ob die Entscheidungsfindung für die Projekte durch eine nur grobe Beschreibung des Lebenszyklus dem Projektteam überlassen wird, ist der jeweiligen Organisation selbst überlassen. Hier wird meist nach den eigenen Erfahrungen und Präferenzen entschieden.

## Projekte
Allgemein bezeichnet man Projekte als einmalige Vorhaben einer Aufgabenausführung. Durch die stetig zunehmende Komplexität in Wirtschaft und Technik haben in den letzten Jahren die Zahl und der Umfang von Projekten erheblich zugenommen.
Typische Merkmalen eines Projektes sind:
- Die Definition: Sie beschreibt die Inhalte des Projekts, die Projektdauer, sowie die Zusammenstellung des Projektteams
- Die Einmaligkeit: Auch wenn alle Projekte gewisse charakteristische Merkmale gemeinsam haben und einander sehr ähnlich können, ist jedes Projekt dennoch einmalig und unterscheidet sich von anderen zum Beispiel durch finanzielle, zeitliche oder personelle Merkmale.
- Die Dauer: Jedes Projekt ist durch einen festgelegten Anfang und ein geplantes Ende zeitlich strukturiert.
- Die Komplexität: Projekte müssen detailliert geplant und während der gesamten Durchführung ständig beobachtet werden. Dadurch wird der Schwierigkeitsgrad als tendenziell hoch angesehen.[2]

Natürlich ist jedes Projekt auch mit einem gewissen Maß an Unsicherheit verbunden und kann, wenn das Risiko als zu hoch eingeschätzt wird, auch vorzeitig eingestellt werden.

## Projektphasen
Projektphasen, oder auch einfach nur Phasen genannt, bestehen aus einzelnen Subphasen, die sich wiederum in verschiedene Komponenten unterteilen lassen. Die Aufgabe des Projektteams besteht darin, das auszuführende Projekt in solche Phasen, Subphasen und Komponente aufzuteilen und daraus einen sogenannten Projektstrukturplan zu erstellen. Auch wenn die Phasen den Prozessmanagementgruppen sehr ähneln, dürfen sie nicht mit diesen verwechselt werden. Prozessmanagementgruppen sind vielmehr ein fester Bestandteil fast aller Projektphasen innerhalb eines Projektlebenszyklus. Neben Eingangswerten, verfügt jede Projektphase auch über Ausgangswerte, den sogenannten Liefergegenständen. Sie sind ein messbares Arbeitsprodukt und können in Form eines Dokuments, einer Spezifikation oder auch eines Prototyps vorliegen. Soll eine Phase abgeschlossen werden, muss der entsprechende Liefergegenstand auf Fehlerfreiheit und Qualität überprüft werden. Es erfolgt entweder die erfolgreiche Abnahme, woraufhin mit der folgenden Projektphase begonnen werden kann, oder aber es sind vereinzelte Nacharbeiten nötig, um die Phase endgültig beenden zu können.

## Phasen des Projektlebenszyklus

### Definitionsphase
In dieser Phase des Projektlebenszyklus wird der Startschuss für das anstehende Projekt gegeben. Man spricht hier noch nicht wirklich von einem Projekt, sondern mehr von einer groben Projektidee. Da ein Projekt auch immer mit einer erhöhten Bereitstellung von Personal, sowie mit enormen Kosten verbunden ist, muss in der Definitionsphase vor allem die Wichtigkeit, die Durchführbarkeit und die angestrebten Ziele des Projekts geprüft und vorgeführt werden. Die Bewilligung des Projekts beendet die erste Phase und wird in einem Projektauftrag, welcher das Bindeglied zwischen dem Auftraggeber und dem Projektteam darstellt, schriftlich festgehalten.

### Planungsphase
Die groben Ideen aus der Definitionsphase werden in der Planungsphase zu konkreten Projektansätzen weiterentwickelt. Alle notwendigen Tätigkeiten sowie deren zeitlicher Ablauf werden in sogenannten Arbeitspaketen geplant. Die einzelnen Arbeitspakete orientieren sich an den, bereits im Projektauftrag zuvor festgelegten Meilensteinen. Auch mögliche Risiken sollten hier von Anfang an mit eingeplant werden.
Um bei eventuell aufkommenden Fragen einen Ansprechpartner zu haben, wird je einer Person aus dem Projektteam die Verantwortung für ein Arbeitspaket übertragen. Alles was in dieser Phase investiert wird, wirkt sich in der darauffolgenden Phase positiv aus.

### Realisierungsphase
In der Realisierungsphase werden die, von dem Projektteam ausgearbeiteten Pläne umgesetzt. Der Projektfortschritt wird überprüft, ständig kontrolliert und bei auffallenden Abweichungen vom ursprünglichen Projektplan, muss dieser neu adaptiert werden. Diese Phase dauert im Vergleich zu den drei anderen, meistens am längsten.

### Abschlussphase
Die vierte und damit auch letzte Phase beschäftigt sich zum einen mit der Abnahme des Projektabschlusses durch den Auftraggeber. Zum anderen sollte der Projektverlauf von allen Mitarbeitern evaluiert werden um daraus für wiederkehrende, vergleichbare Situationen und zukünftige Projekte zu lernen. Mit den gesammelten Erfahrungen aus abgeschlossenen Projekten schließt die Abschlussphase den Projektlebenszyklus und legt damit die Grundlage für das Planen von zukünftigen, von Beginn an erfolgreicheren Projekten.